# Kivijärvi (Kannonkoski)
Pour les articles homonymes, voir Kivijärvi (homonymie).
Le lac de la pierre (finnois : Kivijärvi) est un lac situé dans les communes de  Kannonkoski, Kinnula et Kivijärvi en Finlande.

## Géographie
Le nom Kivijärvi est un nom de lac très courant et 121 lacs portent le même nom en Finlande. Celui-ci est le plus grand d'entre eux.
Le lac a une superficie de 154,03 kilomètres carrés et il est le 30ème plus grand lac de Finlande,.
Le Kivijärvi est situé dans les municipalités de Kannonkoski, Kivijärvi et de Kinnula. 
La majeure partie du lac se trouve dans la municipalité de Kivijärvi, et le lac divise la municipalité en deux parties à l'ouest et à l'est du lac. 
La route principale 77, composante de la route bleue, traverse le lac à Suurussalmi dans la municipalité de Kannonkoski.